# Гэллап, Джордж
Джордж Гэллап (англ. George Horace Gallup, 18 ноября 1901 — 26 июля 1984) — учёный, журналист, статистик, педагог, автор научных методов изучения общественного мнения.
В 1928 году в университете Айовы защитил диссертацию на степень PhD в психологии под названием «Объективный метод определения читательского интереса к материалам газеты». Работал журналистом, преподавателем журналистики. В 1932—1936 годах работал в рекламном агентстве, где одним из первых применил опросы клиентов для исследования рынка.
В 1935 году основал Американский институт общественного мнения, который уже в следующем году получил известность как организатор опросов в ходе президентской избирательной кампании. В 1958 году институт был объединён с рядом других структур в Gallup Organization.

## Основные труды
- Gallup, George. Public Opinion in a Democracy (1939)
- Gallup, George Horace, ed. The Gallup Poll; Public Opinion, 1935—1971 3 vol (1972) summarizes results of each poll

### Переводы на русский язык

#### Монографии
- Гэллап Дж., Рэй С. Ф.[англ.] Пульс демократии. Как работают опросы общественного мнения Архивная копия от 29 марта 2019 на Wayback Machine / под ред. Н. П. Попова, А. В. Кулешовой; пер. с англ. В. Л. Силаевой. — М.: ВЦИОМ, 2017. — 256 с. — (Серия «Образ общества») — ISBN 978-5-906345-12-7.

#### Статьи
- Гэллап Д., Рэй С. Ф. Пульс демократии. Как работают опросы общественного мнения // Мониторинг общественного мнения: экономические и социальные перемены : журнал. — 2017. — № 5 (141). — С. 345-353. — ISSN 2219-5467.